# آندره ماسون
آندره ماسون (انگلیسی: André Masson؛ ۴ ژانویهٔ ۱۸۹۶ – ۲۸ اکتبر ۱۹۸۷) نقاش و هنرمند سبک فراواقع‌گرایی اهل فرانسه بود.